# 호피 판사
"호피 판사"는 1970년 공개된 대한민국의 영화이다.

## 배역
- 남궁원
- 김지미
- 허장강
- 이충범
- 최남현